# إيمانويل بنيامين
إيمانويل بينامين هو لاعب كرة قدم يلعب كمدافع في فريق شباب ريال مدريد. وُلد في البرازيل عام 2007، ويمثل إيطاليا على مستوى المنتخبات الشبابية.

## حياته العملية
وُلد في بلومنالو، في المنطقة الجنوبية من البرازيل، لوالديه جيفرسون ألفيس بالبينوت ومارسيلا ريجينا دي سانت آنا بالبينوت. وفي البرازيل، بدأ لعب كرة الصالات، ولكن في عام 2018 انتقل هو وعائلته إلى إسبانيا. وهو من أصل إيطالي، وحصل على الجنسية الإيطالية نتيجة لذلك. إخوانه، صامويل وميغيل، أيضًا لاعبان في نادي أتلتيكو مدريد.

## مسيرته في الأندية
بدأ لعب كرة القدم بدلاً من كرة الصالات عندما انتقل إلى إسبانيا، حيث انضم إلى نادي كومبلوتنسي ألكالا، وبعد عام انتقل إلى رايو فايكانو. خلال موسمه الأول في رايو، لعب كمهاجم، محققًا متوسط هدف في كل مباراة. ومع ذلك، نظرًا لبنيته الصغيرة التي لم تكن مناسبة كمهاجم صريح، تم نقله إلى الجناح. في 2021، انتقل إلى خيتافي ثم إلى ريال مدريد "جوفينيل أ"، حيث سجل في موسمه الأول 4 أهداف في 24 مباراة.

## مسيرته الدولية
نظرًا لأنه كان يحمل الجنسية الإيطالية والبرازيلية، كان مؤهلاً للعب مع منتخبي إيطاليا والبرازيل. في عام 2024، تم استدعاؤه لأول مرة للانضمام إلى منتخب إيطاليا تحت 17 عامًا، حيث فاز مع الفريق ببطولة كأس الأمم الأوروبية تحت 17 عامًا 2024.

## إنجازاته[5]
إيطاليا تحت 17 عامًا
- بطولة UEFA الأوروبية تحت 17 عامًا: 2024.

أفراد
- فريق بطولة UEFA الأوروبية تحت 17 عامًا: 2024.